# Quinn Simmons
Quinn Simmons (Durango, 8 mei 2001) is een Amerikaanse wielrenner die anno 2024 rijdt bij Lidl-Trek
. 

## Carrière
Hij won in 2019 de Amerikaanse kampioenschappen wielrennen bij de junioren op zowel de weg als in de tijdrit. In 2019 werd hij in Harrogate wereldkampioen op de weg bij de junioren. Op 30 september 2020 werd Simmons tijdelijk geschorst door Trek-Segafredo wegens "verdeeldheid zaaiende, opruiende en schadelijke" tweets, onder andere  een reactie op een tweet van José Been over de Amerikaanse presidentsverkiezingen.

## Palmares

### Junioren
2018
 Amerikaans kampioen op de weg, junioren
4e etappe Saarland Trofeo
Puntenklassement Saarland Trofeo
 Bergklassement Ronde van de Vallée
3e Gent-Wevelgem voor junioren
7e Le Pavé de Roubaix
2019
 Wereldkampioen op de weg, junioren
4e Wereldkampioenschappen tijdrijden, junioren
 Amerikaans kampioen tijdrijden, junioren
1e, 2e (tijdrit) en 4e etappe Internationale Junioren Driedaagse
Eind- en puntenklassement Internationale Junioren Driedaagse
2b (tijdrit) en 3e etappe Grand Prix Rüebliland
Eind- en Puntenklassement Grand Prix Rüebliland
2a (tijdrit) etappe Keizer der Juniores
Eind-, berg- en jongerenklassement Keizer der Juniores
Gent-Wevelgem voor junioren
Etappe 2b (tijdrit) Tour du Pays de Vaud
Puntenklassement Tour du Pays de Vaud

### Professional
2021
3e etappe Ronde van Wallonië
Eind- en jongerenklassement Ronde van Wallonië
2022
Bergklassement Tirreno-Adriatico
Bergklassement Ronde van Zwitserland
Bergklassement Maryland Cycling Classic
2023
3e etappe Ronde van San Juan
 Amerikaans kampioen op de weg, Elite
2025
6e etappe Ronde van Catalonië
 Amerikaans kampioen op de weg, Elite
3e etappe Ronde van Zwitserland

## Resultaten in voornaamste wedstrijden
| Jaar | Ronde van Italië | Ronde van Frankrijk | Ronde van Spanje |
| ---- | ---------------- | ------------------- | ---------------- |
| 2020 |                  |                     |                  |
| 2021 |                  |                     | 123e             |
| 2022 |                  | 66e                 |                  |
| 2023 |                  | opgave              |                  |
| 2024 |                  |                     |                  |
| 2025 |                  | 59e                 |                  |

| Jaar | Milaan-San Remo | Gent-Wevelgem | Ronde van Vlaanderen | Parijs-Roubaix | Amstel Gold Race | Waalse Pijl | Strade Bianche |  | WK op de weg |
| ---- | --------------- | ------------- | -------------------- | -------------- | ---------------- | ----------- | -------------- |  | ------------ |
| 2020 |                 |               |                      |                |                  | 135e        |                |  |              |
| 2021 | 73e             |               | opgave               | opgave         |                  |             | 53e            |  | opgave       |
| 2022 |                 | opgave        |                      |                |                  |             | 7e             |  |              |
| 2023 |                 |               |                      |                | opgave           |             | 12e            |  |              |
| 2024 |                 |               |                      |                |                  |             | opgave         |  | 9e           |
| 2025 |                 |               |                      |                | opgave           |             | opgave         |  |              |

#### Resultaten in kleinere rittenkoersen
| Jaar | Tour Down Under | Tirreno-Adriatico | Ronde van Catalonië | Ronde van het Baskenland | Ronde van Zwitserland | Renewi Tour | Ronde van Polen | Ronde van Guangxi |
| ---- | --------------- | ----------------- | ------------------- | ------------------------ | --------------------- | ----------- | --------------- | ----------------- |
| 2020 |                 |                   |                     |                          |                       |             | 16e             |                   |
| 2021 |                 | 54e               |                     |                          |                       |             |                 |                   |
| 2022 |                 | 63e               |                     |                          | 44e                   |             |                 |                   |
| 2023 |                 | 72e               | opgave              |                          | opgave                |             |                 |                   |
| 2024 | 61e             |                   |                     |                          |                       | 51e         |                 | 10e               |
| 2025 |                 |                   | 67e (1)             | opgave                   | 30e (1)               |             |                 |                   |

## Ploegen
- 2020 –  Trek-Segafredo
- 2021 –  Trek-Segafredo
- 2022 –  Trek-Segafredo
- 2023 –  Trek-Segafredo
- 2024 –  Lidl-Trek
- 2025 –  Lidl-Trek

Bernard · Brambilla · Ciccone · Clarke · Conci · De Kort · Eg · Elissonde · Kamp · Kirsch · Liepiņš · López · Mollema · Mosca · Moschetti · Mullen · A. Nibali · V. Nibali · Pedersen  · Porte · Quarterman · Reijnen · Ries · Simmons · Skujiņš · Stuyven · Theuns · Weening (vanaf 5 juni) · Fancellu (stagiair) · Skjelmose Jensen (stagiair) · Tiberi (stagiair)
Bernard · Brambilla · Ciccone · Conci · Eg · Egholm · Elissonde · Gebreigzabhier · Kamp · Kirsch · De Kort  · Liepiņš · López · Mollema · Mosca · Moschetti · Mullen · A. Nibali · V. Nibali · Pedersen · Quarterman · Reijnen · Ries · Simmons · Skjelmose Jensen · Skujiņš · Stuyven · Theuns · Tiberi · Baroncini (stagiair) · Hellemose (stagiair) · Hoole (stagiair)
Aberasturi · Baroncini · Bernard · Brambilla · Brustenga · Cataldo · Ciccone · Egholm · Elissonde · Gallopin · Gebreigzabhier· Hellemose · Hoelgaard · Hoole · Kamp · Kirsch · Liepiņš · López · Mollema · Mosca · Moschetti · Pedersen · Pellaud · Simmons · Skjelmose Jensen · Skujiņš · Stuyven · Theuns · Tiberi · Tolhoek · Vergaerde · Nys (stagiair) · Vacek (stagiair)
Aberasturi · Baroncini · Bernard · Brustenga · Cataldo · Ciccone · Elissonde · Gallopin · Gebreigzabhier · Hellemose · Hoelgaard · Hoole · Kirsch · Liepiņš · López · Mollema · Mosca · Nys · Mad.Pedersen · Simmons · Skjelmose · Skujiņš · Stuyven · Tesfatsion · Theuns · Tiberi (tot 28/4) · Tolhoek · Vacek · Vergaerde · Aebersold (stagiair) · Mar.Pedersen (stagiair) · Teutenberg (stagiair)
Bagioli · Bernard · Cataldo · Ciccone · Consonni · Declercq · Felline · Geoghegan Hart · Ghebreigzabhier · Gibbons · Hoole · Kirsch · Konrad · López · Milan · Mollema · Mosca · Nys · Oomen · Pedersen · Simmons · Skjelmose · Skujiņš · Stuyven · Tesfatsion · Theuns · Vacek · Vergaerde · Verona · Ronhaar (stagiair)